# イワカワシジミ
イワカワシジミ（岩川小灰蝶、 Artipe eryx）は、シジミチョウ科に属するチョウの一種。

## 概要
翅裏に一面に緑色を吹いた南国的な蝶。雄の翅表はさらに青紫色に輝くが、雌は一様な黒褐色である。
森林性を示し、翅がやや縦長く尾状突起と舌状突起が顕著に現れる。トラフシジミに近縁。
幼虫の食草はアカネ科のクチナシ。新芽や果実に産卵する。多化性で3月から11月にかけて見られ、幼虫もしくは蛹で越冬する。環境省指定希少種。

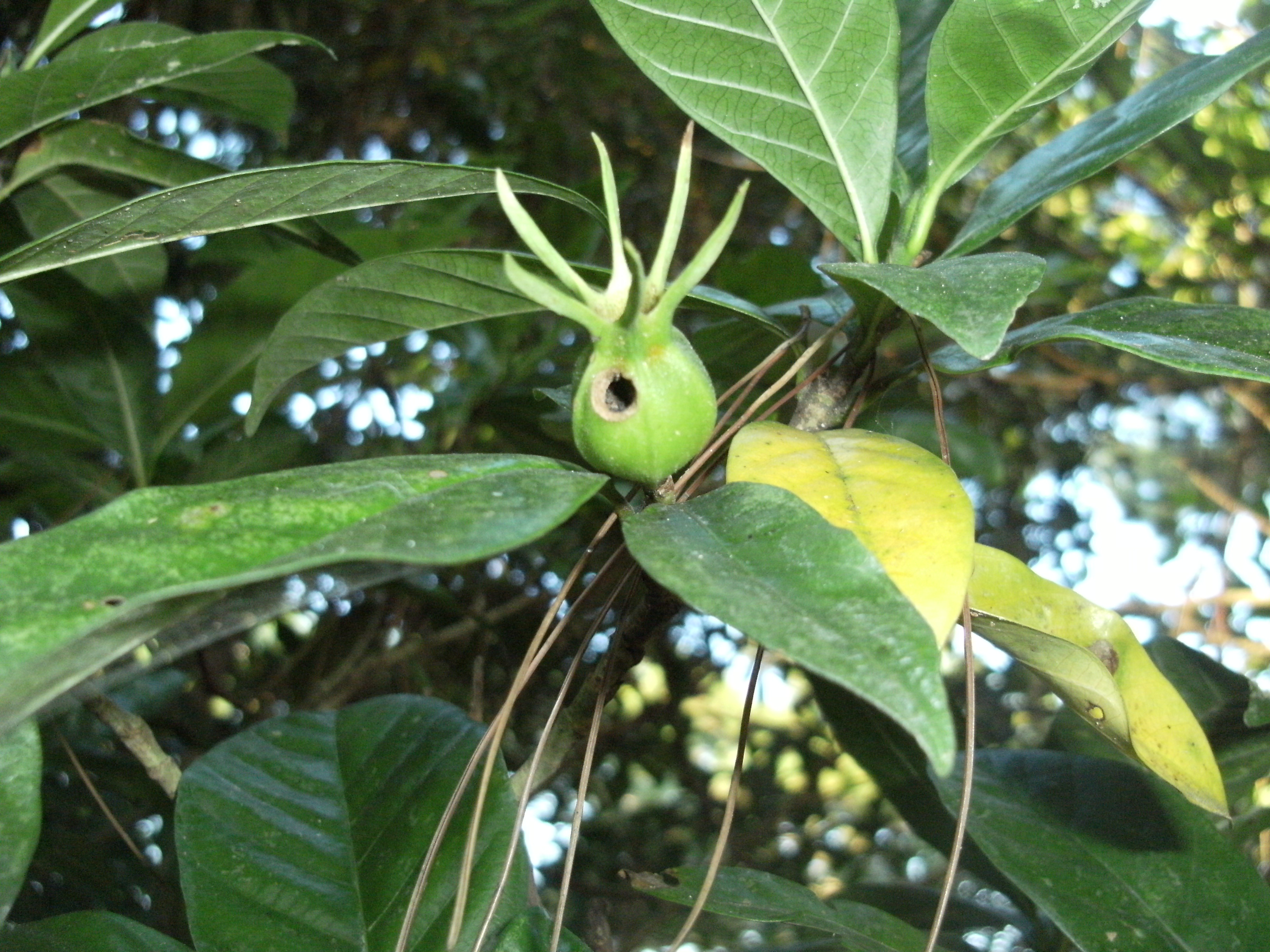
イワカワシジミの幼虫による食痕

## 分布
奄美大島以南の南西諸島。国外では中国、ヒマラヤ東部、インドシナ半島、スンダランド、台湾。

## 保全状況評価
イワカワシジミ Artipe eryx okinawana（Matsumura）
- 準絶滅危惧（NT）（環境省レッドリスト）